# Хайраныдиль Кадын-эфенди
Хайраныди́ль Кады́н-эфе́нди (тур. Hayranıdil Kadın Efendi; 2 ноября 1846, Карс — 26 ноября 1898/9 сентября 1898, Стамбул) — вторая жена (кадын-эфенди) османского султана Абдул-Азиза, мать двоих его детей. После свержения и смерти мужа проживала во дворце Ферие, где и скончалась в возрасте около пятидесяти лет. Единственный сын Хайраныдиль стал последним халифом в истории Османской империи.

## Биография
Хайраныдиль родилась 2 ноября 1846 года и была черкесского происхождения. Турецкий историк Недждет Сакаоглу в своей книге Bu mülkün kadın sultanları также пишет, что Хайраныдиль приходилась тёткой четвёртой жене Абдул-Азиза Несрин Кадын-эфенди. Харун Ачба в своей книге «Жёны султанов: 1839—1924» указывает местом рождения Хайраныдиль город Карс.
Достоверно неизвестно, когда Хайраныдиль попала в султанский гарем, однако, согласно Энтони Алдерсону, она стала женой султана Абдул-Азиза 21 сентября 1866 года. Согласно Сакаоглу и Чагатаю Улучаю, Хайраныдиль была второй женой султана. 26 февраля 1866 года, ещё до того, как стать женой султана, она родила своего старшего ребёнка — дочь Назиме-султан; ещё через два года, 27 июня или 29/30 мая 1868 года, появился на свет единственный сын Хайраныдиль Абдулмеджид-эфенди. Лейла Саз, придворная поэтесса и композитор, писала, что Хайраныдиль была «необычайно красива и добра».
В ночь с 29 на 30 мая 1876 года султан Абдул-Азиз был смещён с трона собственным племянником Мурадом V и на следующий день перевезён вместе с семьёй во дворец Ферие. При этом, Хайраныдиль, как и других членов семьи Абдул-Азиза, обыскали и забрали все ценности по приказу нового султана и его матери валиде Шевкефзы-султан. 4 июня супруг Хайраныдиль был найден мёртвым при загадочных обстоятельствах: официально было объявлено, что свергнутый султан совершил самоубийство, перерезав вены на запястьях, однако дальнейшее расследование в 1881 году показало, что муж Хайраныдиль был убит.
Правление Мурада V оказалось недолгим: 31 августа 1876 года на трон в результате очередного переворота взошёл Абдул-Хамид II, позволивший семье Абдул-Азиза покинуть своё заточение. Однако и тогда Хайраныдиль осталась во дворце Ферие, где и скончалась 26 ноября 1895 года или 9 сентября 1898 года. Тело второй жены Абдул-Азиза было погребено в мавзолее Махмуда II рядом с мужем.
Дочь Хайраныдиль Назиме 20 апреля 1889 года вышла замуж за Али Халида-пашу, сына османского военного и государственного деятеля Ибрагима Дервиша-паши; брак оставался бездетным. Сын Хайраныдиль Абдул-Меджид II 19 ноября 1922 года стал последним халифом Османской империи и единственным без титула султана.